# Ян Крапан
Я́н Кра́пан (17 квітня 1932, Аглона (Латвія) — 1 серпня 2016, Ілуксте (Латвія) — український церковний діяч латиського походження, священник, прелат Римо-католицької церкви. Один із поборників українізації католицизму в Україні, організатор україномовної католицької громади Києва в часи перебудови.

## Життєпис
Народився у Латвії. Навчався у Ризькій духовній семінарії. Протягом 1968—1999 років служив в Україні. Підтримував тісні стосунки із УГКЦ, допомагав її легалізації в УРСР.
У 1968—1979 роках працював при парафії Пресвятої Трійці у місті Хмільник, що на Вінниччині
1991 року добився передачі собору святого Олександра в Києві місцевій католицькій общині. До 1999 року був настоятелем місцевої парафії і радником єпископа києво-житомирського єпископа. 1995 року завершив відбудову собору за підтримки міжнародних організацій.
Про ті роки отець Ян згадував: 
|  | Від самого початку, коли я там з’явився, коли-не коли писали до влади, щоб повернули якийсь храм. А після катастрофи в Чорнобилі вже посилено почали писати і просити. І 1990 року, в свято Воздвиження Святого Хреста, була Служба на сходах костелу св. Олександра, було багато священиків, дуже багато людей з’їхалося звідусіль – із Мурафи, з Бару, з Полонного: хто поїздами, хто автобусами. Площа перед храмом була повна людей. Священики сповідали просто на вулиці. З того дня була Служба щонеділі об 11.00 годині на вулиці біля храму, українською мовою. Також і Служба на Різдво, і новорічна – теж на вулиці. 13 січня 1991 року нас пустили всередину. На четвертому поверсі, під куполом, відбулася перша Служба Божа. Люди дуже раділи: хоч треба було високо підніматися, але вже у своєму храмі! Розпочалися старання зробити там ремонт, зняти міжповерхові перекриття. Установи, які там були, поступово переселилися. За п’ять років виконали весь ремонт, повністю оновили святиню. |

29 вересня 1991 року на спомин Святих Архангелів відправив на сходах собору святого Олександра першу літургію.
З 1999 року і до дня смерті 1 серпня 2016 року служив настоятелем в парафії міста Ілуксте в Латвії.  

о. Ян Крапан